# Пречендорф
Пречендорф (нем. Pretzschendorf) — бывшая коммуна в немецкой федеральной земле Саксония. С 1 января 2013 года входит в состав общины Клингенберг (Саксония).
Подчиняется земельной дирекции Дрезден и входит в состав района Саксонская Швейцария — Восточные Рудные Горы. Население составляет 4132 человека (на 31 декабря 2010 года). Занимает площадь 49,85 км². Официальный код — 14 2 90 350.
Коммуна подразделялась на 5 сельских округов.